# USS Core (CVE-13)
Авіаносець «Кор» (англ. USS Core (CVE-13)) — ескортний авіаносець США часів Другої світової війни типу «Боуг» (1 група, тип «Attacker»).

## Історія створення
Авіаносець «Кор» був закладений 2 січня 1942 року на верфі «Seattle-Tacoma Shipbuilding Corporation». Спущений на воду 15 травня 1942 року, вступив у стрій 4 жовтня того ж року.

## Історія служби
Після вступу у стрій з червня 1943 року авіаносець «Кор» ніс службу в Атлантичному океані, де входив до складу пошуково-ударної групи. Авіаносець здійснив 5 патрульних походів у 1943 році, 2 походи у 1944 році та 1 похід у 1945 році. Його літаки потопили 5 німецьких підводних човнів:
- U-487 — 13.07.1943 р. (27°15′ пн. ш. 34°18′ зх. д. / 27.250° пн. ш. 34.300° зх. д.)
- U-67 — 16.07.1943 р. (30°05′ пн. ш. 44°17′ зх. д. / 30.083° пн. ш. 44.283° зх. д.)
- U-84 — 24.08.1943 р. (27°09′ пн. ш. 37°03′ зх. д. / 27.150° пн. ш. 37.050° зх. д.)
- U-185 — 24.08.1943 р. (27°00′ пн. ш. 37°06′ зх. д. / 27.000° пн. ш. 37.100° зх. д.)
- U-378 — 20.10.1943 р. (47°40′ пн. ш. 28°27′ зх. д. / 47.667° пн. ш. 28.450° зх. д.)

За участь у бойових діях під час Другої світової війни авіаносець «Кор» був нагороджений однією Бойовою зіркою.
Восени 1945 року авіаносець «Кор» брав участь в операції «Чарівний килим» із повернення на батьківщину американських військовослужбовців.
4 жовтня 1946 року авіаносець був виведений в резерв. 12 червня 1955 року він був перекласифікований в ескортний вертольотоносець CVHE-13.
1 липня 1958 року «Кор» був уведений устрій як допоміжний авіаносець CVU-13. 7 травня 1959 року перекласифікований в авіатранспорт AKV-41. Він був укомплектований цивільним екіпажем та використовувався для доставки літаків, вертольотів та інших вантажів у Південно-Східну Азію.
15 вересня 1970 року «Кор» був виведений зі складу флоту і незабаром розібраний на метал.